# 152e division d'infanterie (France)
La 152e division d'infanterie est une division d'infanterie de l'Armée de terre française qui a participé à la Première Guerre mondiale. Elle est ensuite recréée en 1979 comme division d'infanterie école de réserve.

## Les chefs de la152edivisiond'infanterie
- 29 mars - 24 mai 1915 : général Joppé
- 24 mai - 14 octobre 1915 : général Cherrier
- 14 octobre 1915 - 27 janvier 1916 : général Bertin
- 27 janvier 1916 - 12 janvier 1919 : général Andrieu

## Première Guerre mondiale

### Composition
- infanterie :

114e régiment d'infanterie de décembre 1915 à novembre 1918
125e régiment d'infanterie de décembre 1915 à novembre 1918
135e régiment d'infanterie de janvier 1917 à novembre 1918
268e régiment d'infanterie d'avril à juin 1915
290e régiment d'infanterie d'avril à juin 1915
296e régiment d'infanterie de décembre 1915 à janvier 1917
408e régiment d'infanterie d'avril à avril 1915
409e régiment d'infanterie d'avril à avril 1915
417e régiment d'infanterie d'avril à juin 1915
106e bataillon de chasseurs à pied d'avril à juin 1915
8e régiment de tirailleurs de marche d'avril à juillet 1915 (réorganisation)
1er régiment d'infanterie coloniale du Maroc d'avril à décembre 1915
4e régiment mixte de zouaves et tirailleurs de juillet à décembre 1915
- cavalerie :

1 escadron du 13e régiment de dragons d'avril 1915 à janvier 1916
1 escadron du 26e régiment de dragons d'avril 1915 à janvier 1916
2 escadrons (puis 1 escadron à partir de juillet 1916) du 7e régiment de hussards de janvier 1916 à novembre 1918
- artillerie :

2 groupes de 75 du 49e régiment d'artillerie d'avril 1915 à janvier 1917
1 groupe de 75 du 12e régiment d'artillerie de juillet 1916 à janvier 1917
3 groupes de 75 du 249e régiment d'artillerie de janvier 1917 à novembre 1918
104e batterie de 58 du 49e régiment d'artillerie de janvier 1916 à janvier 1918
101e batterie de 58 du 249e régiment d'artillerie de janvier à novembre 1918
7e groupe de 155c du 109e régiment d'artillerie en novembre 1918
- génie :

compagnies 2/7 et 2/25 du 3e régiment du génie
1 bataillon du 38e régiment d'infanterie territoriale d'août à novembre 1918
- 22e SIM d'avril 1915 à septembre 1918

### Historique
Constitution au camp d'Avord entre le 1er et le 12 avril.

#### 1915
- 12 – 24 avril : transport par voie ferrée (V.F.) vers Conchy-sur-Canche et Frévent ; instruction.
- 24 avril – 27 mai : transport par V.F. et camions, de la région de Frévent, à l'est de Roesbrugge-Haringe (à la suite de l'attaque par gaz du 22 avril). À partir du 25 avril, occupation d'un secteur vers l'est de Boesinghe et Wieltje (en liaison avec l'armée britannique) : violents combats répétés dans cette région.
- 27 mai – 28 août : retrait du front ; repos et instruction vers West-Cappel et Rexpoëde.

10 - 23 août : occupation, par l'une des brigades de la DI, d'un secteur vers l'est de Boesinghe et Wieltje.
- 28 août – 28 septembre : transport par V.F. dans la région de Lucheux. À partir du 31 août, occupation d'un secteur vers Brétancourt. À partir du 25 septembre, engagée dans la 3e bataille d'Artois (offensive sur Ficheux).
- 28 – 30 septembre : retrait du front et transport par camions dans la région de Lucheux, puis transport par camions et mouvement par étapes vers le sud de Béthune.
- 30 septembre – 30 décembre : occupation d'un secteur vers la fosse Calonne et l'est de Grenay :

8 octobre : attaque allemande sur Loos.
11 octobre : contre-attaque française.
- 30 décembre 1915 – 1er février 1916 : retrait du front et transport par camions dans la région de Fillièvres. À partir du 8 janvier 1916, mouvement vers le camp de Saint-Riquier ; instruction.

#### 1916
- 1er – 17 février : transport par V.F. dans la région de Saint-Pol-sur-Ternoise ; repos.
- 17 février – 10 mars : transport par camions vers le front et occupation d'un secteur vers la ferme de la Folie et le sud de Givenchy.
- 10 mars – 14 avril : retrait du front, mouvement par étapes vers le nord d'Abbeville ; instruction.
- 14 avril – 5 mai : transport par V.F. dans la région de Revigny ; repos. À partir du 26 avril, mouvement vers Pierrefitte-sur-Aire.
- 5 – 12 mai : transport par camions à Verdun ; engagée dans la bataille de Verdun, vers la Hayette et le bois Camard.

6 et 8 mai : attaques allemandes.
- 12 mai – 1er juin : retrait du front ; repos vers Ancerville, puis, à partir du 25 mai, transport par V.F. dans la région de Vadenay ; repos.
- 1er – 7 juin : mouvement vers le front ; occupation d'un secteur vers l'Epine de Vedegrange et le nord de la ferme de Wacques.
- 7 – 13 juin : retrait du front ; repos dans la région de Châlons-sur-Marne.
- 13 – 30 juin : mouvement vers le front et occupation d'un secteur vers Auberive-sur-Suippe et le chemin de Baconnes à Vaudesincourt.
- 30 juin - 7 juillet : retrait du front et repos vers Vadenay.
- 7 juillet – 28 août : mouvement vers le front ; occupation d'un secteur vers la ferme des Marquises et le nord-ouest de Prosnes, puis, à partir du 20 juillet, vers le sud de Tahure et la butte de Souain.
- 28 août – 4 septembre : retrait du front ; repos dans la région de Châlons-sur-Marne.
- 4 – 19 septembre : mouvement vers le camp de Mailly ; instruction.
- 19 – 30 septembre : transport par V.F. dans la région de Saint-Omer-en-Chaussée et repos dans celle de Poix-de-Picardie.
- 30 septembre – 4 novembre : transport par camions vers l'est. Engagée, à partir du 20 octobre, dans la bataille de la Somme, entre le nord-est de Morval et les abords de Sailly-Saillisel.

22, 23, 26 et 27 octobre, 1er et 2 novembre : attaques françaises.
- 4 – 19 novembre : retrait du front et repos vers Fouilloy.
- 19 novembre – 4 décembre : mouvement vers le front et occupation d'un secteur vers Sailly-Saillisel et le Transloy.
- 4 décembre 1916 – 18 janvier 1917 : retrait du front ; transport par camions dans la région de Quevauvillers ; repos.

#### 1917
- 18 janvier – 3 février : mouvement vers le front, puis occupation d'un secteur vers Biches et la Maisonnette.
- 3 – 8 février : retrait du front (relève par des unités britanniques), puis repos vers Berteaucourt-lès-Thennes.
- 8 février – 3 mars : transport par V.F. de Boves à Châlons-sur-Marne. Repos dans la région de Vitry-le-François ; le 16 février, transport par V.F. dans celle de Sainte-Menehould ; le 27 février, mouvement vers Givry-en-Argonne.
- 3 – 21 mars : mouvement par étapes vers le camp de Mailly ; instruction.
- 21 mars – 8 avril : mouvement vers la région nord-ouest de Vitry-le-François, puis, le 29, vers celle de Vertus ; repos et instruction.
- 8 – 19 avril : engagée dans bataille du Chemin des Dames.

16 avril : rassemblement vers Jonchery-sur-Vesle, puis mouvement vers Hermonville et Saint-Thierry.
- 19 avril – 3 mai : occupation d'un secteur entre Courcy et le sud de Loivre :

19 avril : éléments engagés vers le mont Spin (2e bataille de l'Aisne).
28 avril : attaque française entre Loivre et Courcy.
- 3 – 10 mai : retrait du front ; travaux de 2e position ; repos vers Gueux.
- 10 – 23 mai : occupation d'un secteur vers Loivre et au nord.
- 23 mai – 20 juin : retrait du front ; repos vers Épernay.
- 20 juin – 29 juillet : mouvement vers le front et occupation d'un secteur entre la Neuville et l'Aisne.
- 29 juillet – 23 août : retrait du front.

3 août : transport par VF, de Dormans et d'Épernay, vers Charmes et Bayon ; repos et instruction.
- 23 août 1917 – 12 janvier 1918 : mouvement vers le front ; occupation d'un secteur entre la Vezouze et le Sânon, réduit, à partir du 21 octobre, au secteur de la forêt de Parroy.

#### 1918
- 12 janvier - 29 mars : retrait du front, mouvement vers Nancy, et travaux entre la forêt de Champenoux et Rosières-aux-Salines.
- 29 mars – 15 avril : transport par VF de la région de Bayon dans celle de Clermont ; repos vers Saint-Just-en-Chaussée, et, à partir du 10 avril, au sud de Breteuil.
- 15 avril – 2 juin : mouvement vers le front et occupation d'un secteur vers Grivesnes et le nord d'Ainval, réduit à gauche, le 28 avril, jusqu'à Ainval.

9 mai : attaque et prise du château de Grivesnes (2e bataille de Picardie).
- 2 – 14 juin : retrait du front ; mouvement, par Breteuil, vers Saint-Just-en-Chaussée ; engagée dans la bataille du Matz :

11 juin, contre-attaques vers Méry-la-Bataille ; prise de cette localité ; puis organisation des positions conquises.
- 14 juin – 6 juillet : retrait du front et repos dans la région de Breteuil.
- 6 juillet – 24 août : occupation d'un secteur vers Grivesnes et Cantigny. Le 23 juillet, éléments participant à l'attaque et à la prise d'Aubvillers. À partir du 8 août, engagée dans la 3e bataille de Picardie : offensive sur les deux rives de l'Avre, combats de Pierrepont-sur-Avre (9 août), de Davenescourt (10 août), de Dancourt (11 août). Avance jusqu'à la région Beuvraignes, abords sud de Roye.
- 24 août – 3 septembre : retrait du front et repos vers Montdidier, puis vers Conty.
- 3 septembre – 3 octobre : mouvement vers le front dans la région de Rethonvillers, et occupation d'un secteur de combat sur le canal du Nord, à l'est de Nesle ; engagée dans la poussée vers la position Hindenburg : franchissement du canal de la Somme, vers Offoy.

6 septembre : occupation de Ham ; puis progression jusqu'à Essigny-le-Grand et organisation des positions conquises, puis nouvelle progression à l'est de Saint-Quentin.
- 3 – 15 octobre : retrait du front et repos dans la région de Ham.
- 15 octobre – 4 novembre : mouvement vers Essigny-le-Grand. Engagée dans la bataille de Mont-d'Origny : prise d'Aisonville et de Grougis ; puis organisation des positions conquises.
- 4 – 9 novembre : engagée dans la 2e bataille de Guise : forcément du canal de la Sambre à l'Oise, vers Hannappes. À partir du 6 novembre, poursuite jusqu'à Glageon (Poussée vers la Meuse).
- 9 – 11 novembre : retrait du front ; mouvement, par étapes, vers Le Nouvion-en-Thiérache.

#### Rattachements
Affectation organique : 9e corps d'armée, d'avril 1915 à novembre 1918
- 1re armée

29 mars – 10 juin 1918
14 juin 11 novembre 1918
- 2e armée

14 avril – 25 mai 1916
- 3e armée

5 – 8 février 1917
13 – 14 juin 1918
- 4e armée

25 mai – 12 décembre 1916
8 février – 30 mars 1917
- 5e armée

16 avril – 3 août 1917
- 6e armée

13 – 14 avril 1916
- 8e armée

3 août 1917 – 29 mars 1918
- 10e armée

9 – 25 avril 1915
28 août 1915 – 13 avril 1916
12 décembre 1916 – 5 février 1917
30 mars – 16 avril 1917
- Détachement d'armée de Belgique

25 avril – 22 mai 1915
- Groupe provisoire du Nord

22 mai – 28 août 1915
- Groupement Mangin

10 - 13 juin 1918

## L'entre-deux-guerres
La division est dissoute en 1919.

## L'après-Seconde Guerre mondiale
Pendant la guerre froide, la 152e division d'infanterie est une unité de réserve, formée à partir des régiments-écoles du Sud-Est. Elle est chargée de la défense du plateau d'Albion et des installations de la force de dissuasion nucléaire.
Elle est dissoute en 1994[réf. souhaitée].

### Composition
- 152e régiment de commandant et de soutien
- 19e régiment de chasseurs, unité école du centre d'instruction de l'arme blindée cavalerie à Carpiagne
- 86e régiment d'infanterie, formé à partir des éléments de l'école nationale technique des sous-officiers d'active d'Issoire
- 4e régiment d'infanterie de marine, de Fréjus
- 24e régiment d'infanterie de marine, de Perpignan
- 202e et 212e compagnies du génie